# 江豚 (妖怪)
“江豚” ,又叫江猪,是中国传说的鱼,长一米多,灰黑色。传说江豚到夜半會變成人形,偷偷潛入村落找女人。《南越志》:江豚似豬,居水中,每於浪間跳躍,風輒起。反映血缘婚演进历史，可能提栖息在辽河，另外洞庭湖一有“猪婆龙”的民间故事。晋郭璞《江赋》: “魚則江豚海、有神。而江豚拜風则是指當伴隨着颳大風前與天氣變冷前的天氣變化,江面就會順風起浪,然后江豚會朝着起風的方向頂風出水。

## 记载
《南越志》云：‘江豚似猪。
《玉篇》：‘𩹲䱐，鱼，一名江豚，欲风则踊。’
何超《晋书· 夏统 传》音义 引 埤苍 云：‘𫚙䱐，䱡鱼也，一名江豚，多膏少肉。
《本草》：‘江豚别名 𫚙鱼。
《广韵》《集韵》《韵会》：‘𠀤普胡切，音铺。江豚别名，天欲风则见。亦作𩹲。’
《史记· 伍子胥传》：‘县东门之上。’《注》正义曰：‘东门，䲕门，谓䱐门也。今名葑门。䲕音 普姑反。又鱼名。’顾野王 云：‘䲕鱼，一名江豚，见风则涌。’
《康熙字典· 𩹲》：“《玉篇》：‘𩹲，䱐鱼，一名江豚，天欲风则踊。
明 李时珍《本草纲目· 卷四十四· 鳞部· 海豚鱼》：“释名：海豨，生江中者名江豚、江猪、水猪、𬶨鱼（实指 白𬶨豚）、馋鱼、䱐䰽。
《山堂肆考》江豚俗呼拜江猪状似㹠鼻中有声脑上有孔喷水直上出入波浪中见则有风无鳞黒色多脂膏以其脑中有井故又名井鱼人取江豚子系着水中母自来就而取之其子如鳢鱼子数万为羣随母而行
《管城硕记》按王元之江㹠词江㹠江㹠尔何物吐浪喷波身突兀依凭风水恣豩毫吞啗鱼鰕颇肥腯豩音呼关火类二切今注呼闲切闲当是关之譌